# Ashfall - The Final Countdown
Ashfall - The Final Countdown (백두산?, 白頭山?, BaekdusanLR; lett. "Monte Paektu") è un film d'azione sudcoreano del 2019 diretto da Lee Hae-jun e Kim Byung-seo.

## Trama
Il Monte Paektu, un vulcano attivo al confine tra la Cina e la Corea del Nord, erutta improvvisamente, provocando forti terremoti in tutta la penisola coreana. Fidandosi di una teoria elaborata dal professor Kang Bong-rae per prevenire ulteriori disastri, Jeon Yoo-kyung organizza una squadra di forze speciali che si rechi al vulcano, capitanata da Jo In-chang.

## Distribuzione
La pellicola è stata distribuita in Corea del Sud il 19 dicembre 2019, il giorno seguente negli Stati Uniti e il 24 dicembre a Taiwan; il 1º gennaio 2020 a Hong Kong, il 2 gennaio a Singapore e in Malaysia, l'8 gennaio in Indonesia, il 9 gennaio in Thailandia e Australia, il 31 gennaio in Vietnam. In lingua italiana è stata trasmessa in prima visione su Rai 4 il 19 febbraio 2021; Eagle Pictures ne ha poi distribuito il DVD.

## Accoglienza
Il 21 dicembre 2019 Ashfall ha superato un milione di spettatori in Corea del Sud, mentre il giorno successivo ha toccato i due milioni.

## Riconoscimenti
- Premio Daejong[8][9]
  - 2020 – Miglior attore a Lee Byung-hun
  - 2020 – Migliori effetti visivi a Andras Ikladi
  - 2020 – Candidatura Miglior musica a Bang Jun-seok
  - 2020 – Candidatura Migliori luci a Cho Kyu-young